# 大溪里 (嘉義市)
23°28′54″N 120°24′31″E / 23.48167°N 120.40861°E

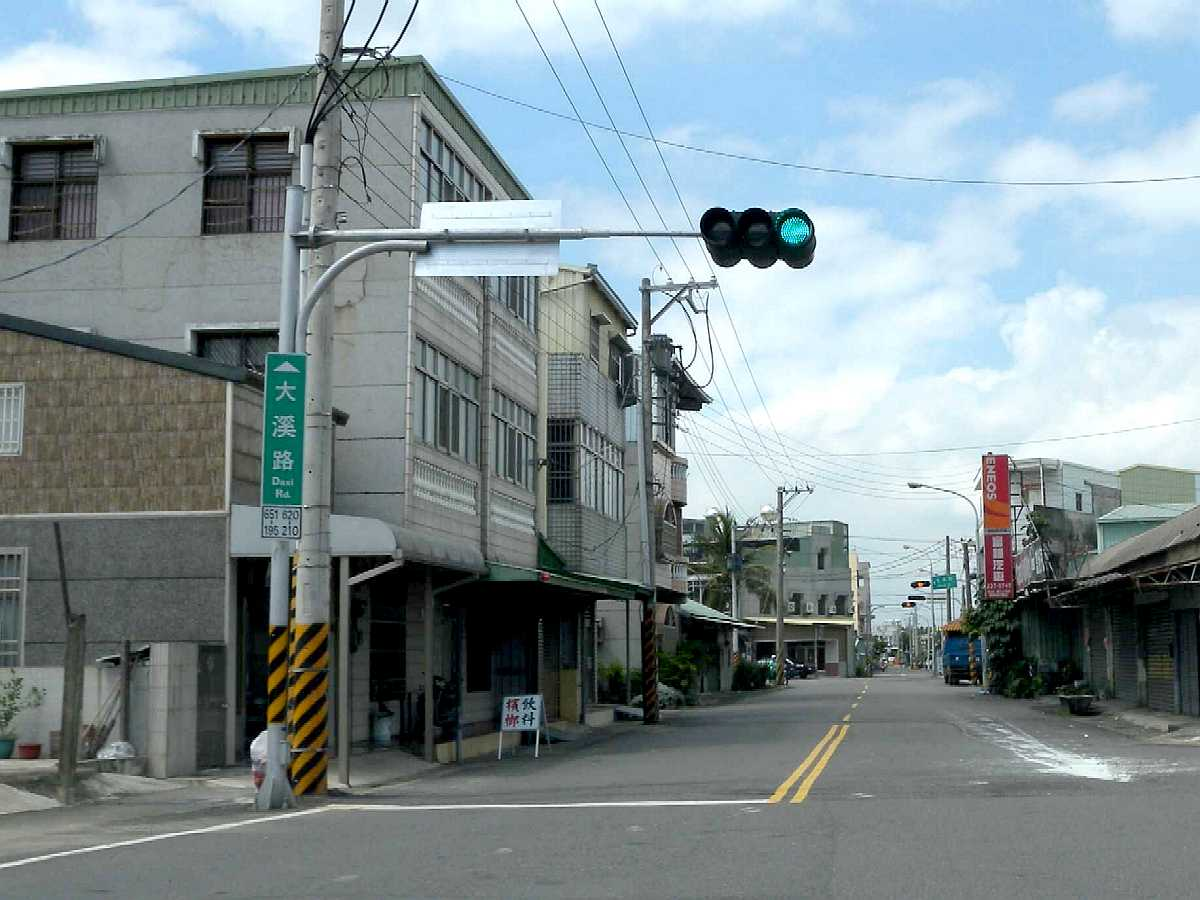
大溪厝高鐵大道路口

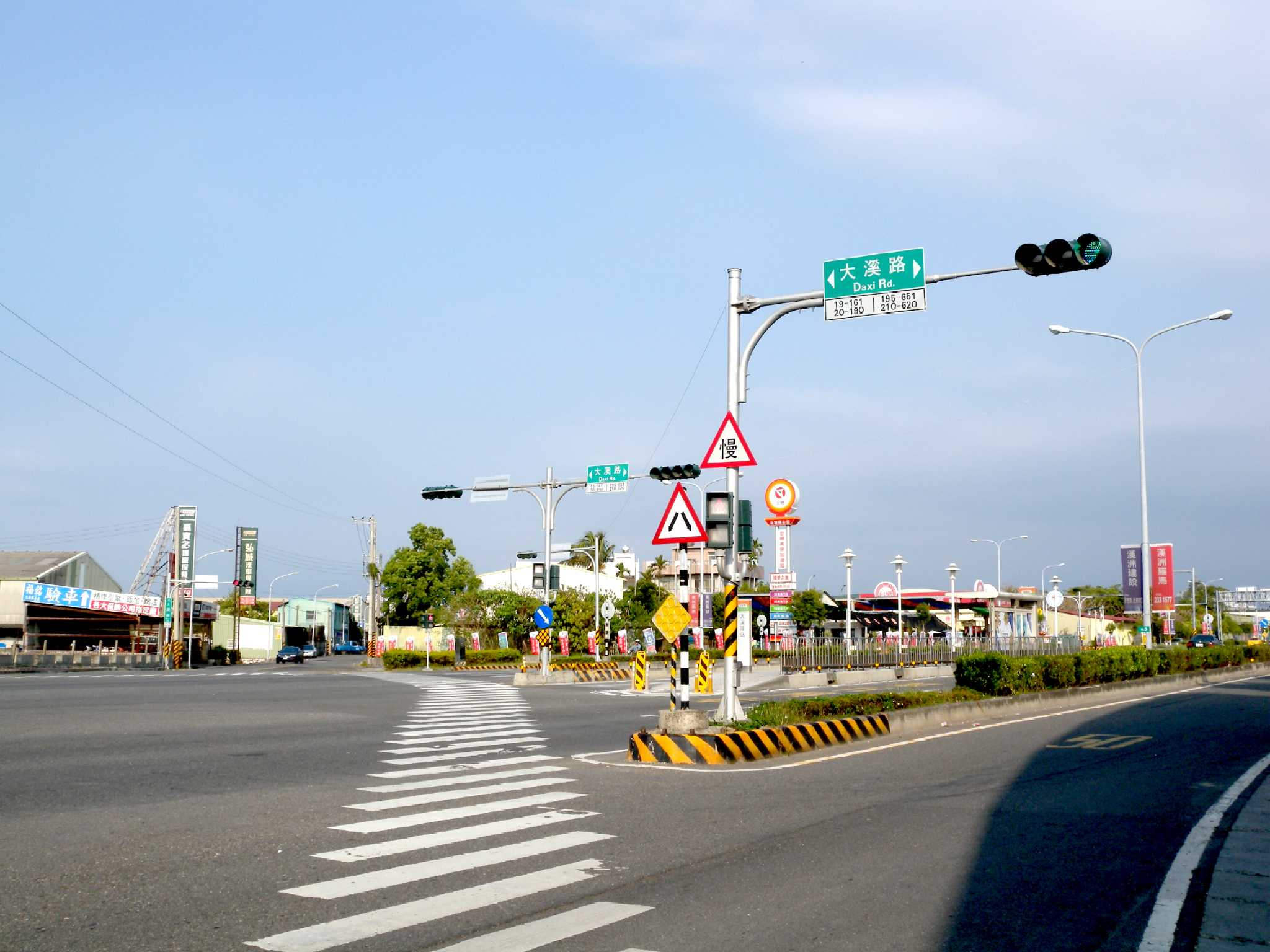
嘉義BRT大溪厝站

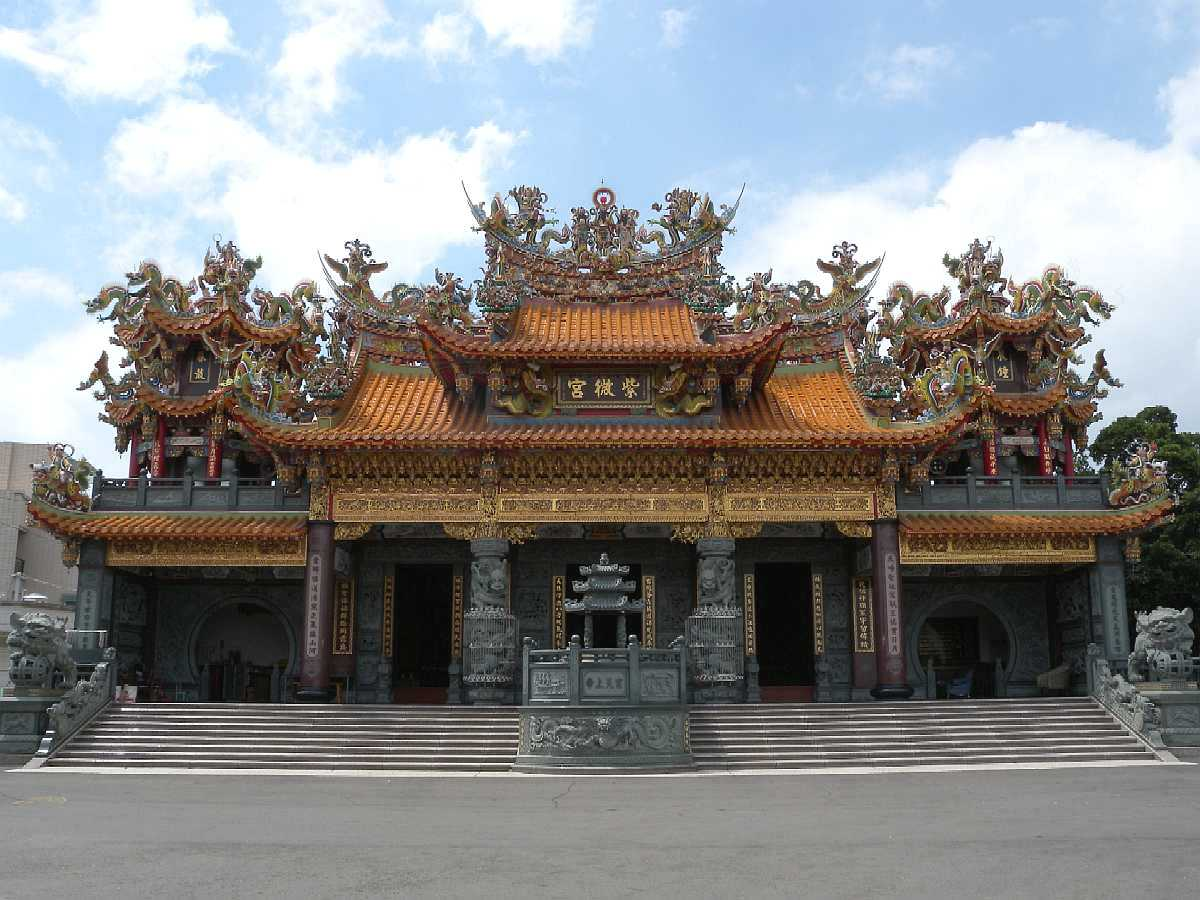
大溪厝紫微宮

大溪里，位於嘉義市西郊，隸屬於嘉義市西區行政區劃。北以北港路和下埤里、竹村里為界，東鄰北湖里、福安里、港坪里，南和頭港里為鄰，西接嘉義縣太保市埤腳村。

## 地理概況
大溪里，俗稱大溪厝，位於現在的嘉義市世賢路西面、北港路南面區域。大溪厝為嘉義市的主要農業區，農作物以水稻為主。灌溉用水取自嘉義市河溝水（源自現在的嘉義特教學校北側水溝），經由大圳引流至各區農田。由於大溪厝地區未實施農地重劃，早期對外聯絡道路僅連接北港路一條，其餘為產業道路。公車及客運等大眾運輸工具未進入村內，形成較為封閉的聚落，亦為今日嘉義市保有較多自然風貌的地區。:55

## 鐵公路交通
- 糖鐵：1970年以前，可乘坐臺灣糖業鐵路朴子線五分車（火車站址約於今台18線高鐵大道嘉義BRT「大溪厝站」現址）。[4]:55
- 公路：早期大溪厝的公車及客運招呼站皆設在北港路，距離庄內甚遠。旅外民眾返鄉，須在嘉義火車站搭乘計程車，交通極為不便。[4]:55
- 嘉義BRT：自台18線高鐵大道開通後，嘉義BRT在大溪厝設站，增進公路交通的便利，亦促進大溪厝的發展。（BRT採用全線低地板無障礙公車行駛）
- 國光客運：國光客運在此地區設置大溪里站（嘉義端下客站），其行經嘉義市的4條國道客運路線皆有停靠供旅客下客，停靠路線如下:
  - 1834　臺北-嘉義
  - 1835　臺北-阿里山
  - 1836　臺北-新營
  - 1870　臺中-嘉義

## 文化景觀

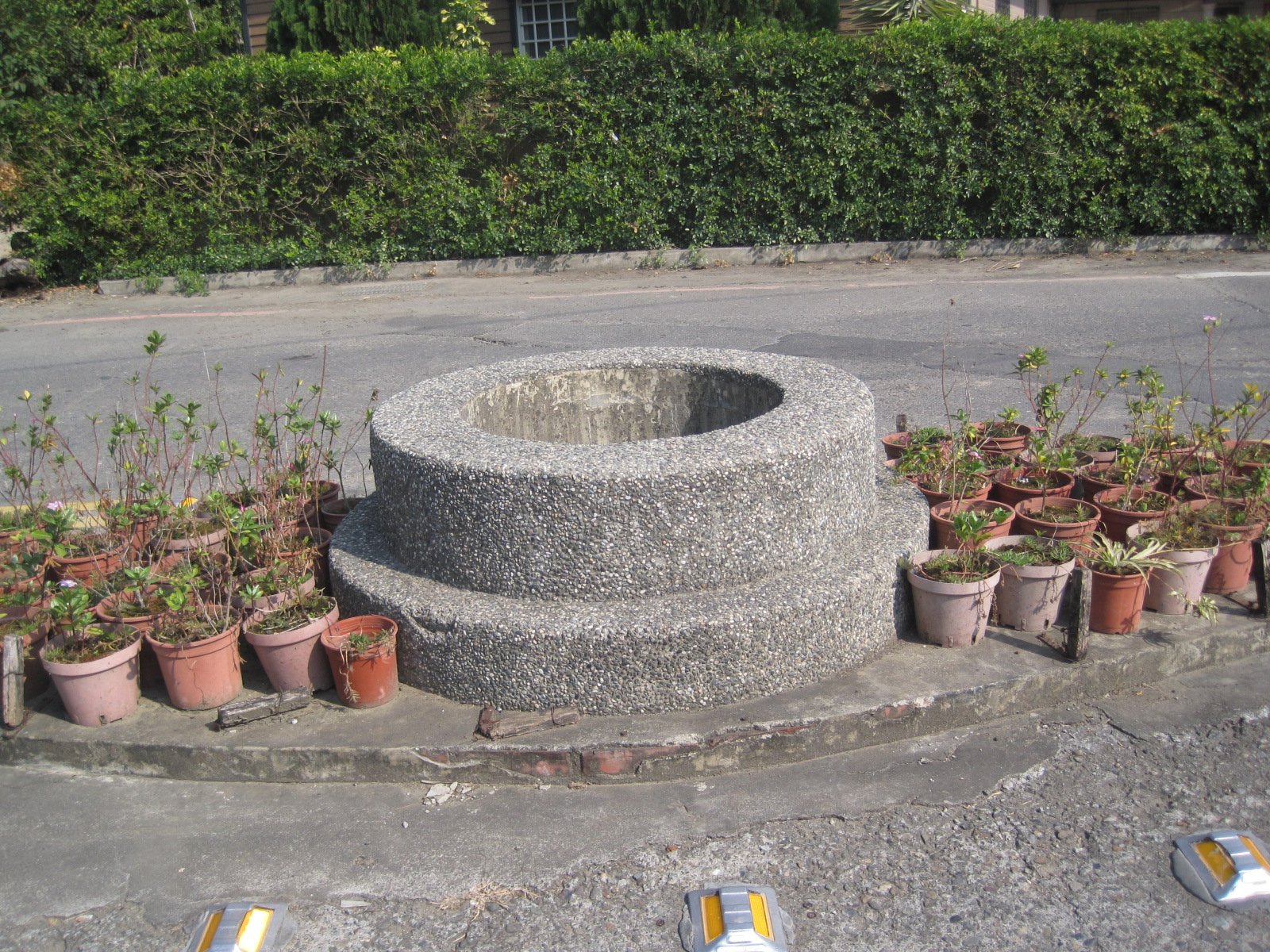
公鯉魚穴古井

- 生態景觀：大溪厝附近的田園水域為多種候鳥的棲息地，至今成為良好的賞鳥地點。
- 古井：大溪厝保有古井8口，建造年代超過300年，昔日為居民的生活水源[4]:50。八座古井分別是「金雞穴」、「公鯉魚穴」、「鹹水井」、「兵將營」、「文筆穴」、「黃家古井」、「涼傘穴」及「蔡吳家古井」[5]。
- 大圳池塘：大溪厝的農田皆為水田，各處溝渠水池較多。入庄首先經過大圳，民眾稱此地為「大橋頭」。「大橋頭」外面，就是庄外。昔日靠路邊的池塘有多處，庄頭古井邊一處，集會所彎道前小廟邊一處及庄尾一處，現在皆已填平蓋屋。[4]:48
- 賴氏宗祠：頂公祠，位於大安街161號（原址為大溪厝94號），約建於1910年；下公祠，位於大溪路382號（集會所前，原址為大溪厝161號）。[4]:54

## 宗教信仰
大溪厝里民的宗教信仰，以道教為主，並以紫微宮為宗教信仰中心。
- 紫微宮：創建於清道光年間，重建落成於2006年。主祀玄天上帝，配祀神農大帝、福德正神。

## 外部連結
- 大溪里的Facebook專頁
- 大溪里的Facebook專頁